# Los sirgadores del Volga
Los sirgadores del Volga (en ruso Бурлаки на Волге, transliterado: Burlakí na Volgue) es un óleo sobre lienzo del pintor y escultor realista ruso Iliá Repin (1844-1930). La obra retrata a once hombres tirando de una barcaza en el río Volga mediante una sirga. Los sirgadores parecen estar a punto de caer exhaustos por el esfuerzo de tirar de una barcaza contra corriente un día caluroso y seco. En la época en que Repin pintó el cuadro, la de sirgador era ya una profesión en declive en el Imperio ruso, debido fundamentalmente a la introducción de la navegación a vapor en la red fluvial y también al desarrollo de la red ferroviaria. Con el comienzo del siglo XX los sirgadores desaparecieron definitivamente. La obra constituye un homenaje a la dignidad y resiliencia humana pero también una condena emocionada a quien autorizaba un trabajo tan inhumano.
Aunque se representen estoicos, los hombres se muestran en gran medida derrotados; solo uno parece insurgirse: el del centro de la fila, un joven pintado en tonos claros lucha contra su maroma asumiendo una postura desafiante.

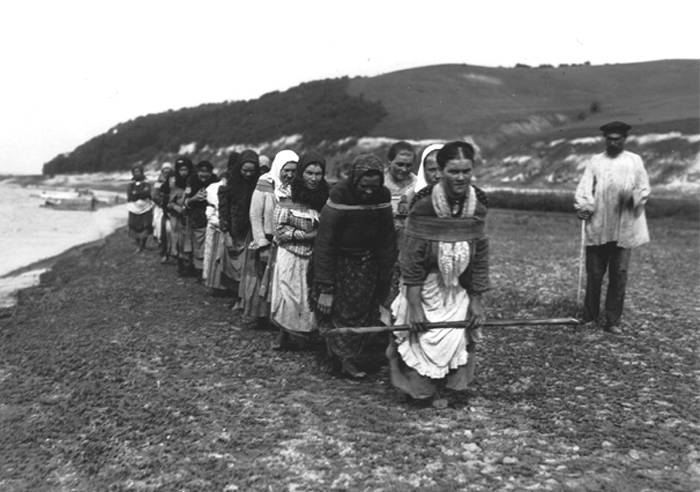
Foto un grupo de sirgadoras en el Volga, 1900.

Hay una sensación de cansancio general, el grupo parece no tener líder y dedicarse solo a tirar del barco, que queda a lo lejos en segundo plano en esta escena "quasi veneziana" donde los tonos azules del cielo se van difuminando con los marrones de la tierra. Son hombres pobremente vestidos encorvados por el esfuerzo. Repin representa el ritmo de arranque en la línea ondulante de la cabeza de los sirgadores.
Repin concibió el cuadro durante sus viajes por Rusia cuando era joven, sobre todo por los Montes Zhigulí y retrata personajes reales que encontró. La obra recibió elogios internacionales por el retrato realista de la dureza de la vida laboral e impulsó su carrera como pintor. Más tarde lo compró el Duque Vladímir Aleksándrovich de Rusia y se exhibió por Europa como ejemplo de pintura realista rusa.

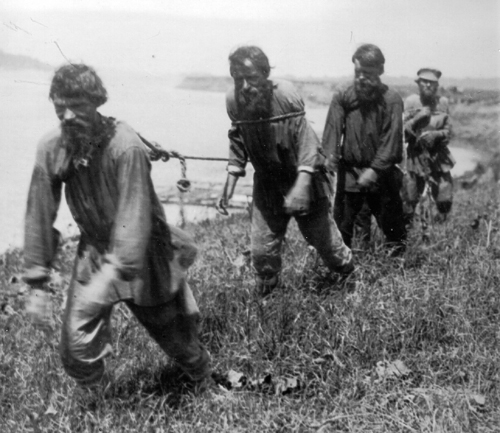
Sirgadores en el Volga en una fotografía de 1900.

## Contexto
Repin creció en Chugúyev, en la Gobernación de Járkov (actual Ucrania) y conocía la pobreza y dureza de la vida en el campo de su época. 
Entró en la Academia de Bellas Artes de San Petersburgo en 1863, en aquel momento muy conocida por su conservadurismo y academicismo. Para crear Los Sirgadores del Volga, Repin se inspiró en escenas que presenció cuando veraneó en este río en 1870, e hizo estudios preparatorios, en su mayoría al óleo, cuando estuvo en Shiriáiev Buerak, puerto de Strávropol del Volga (actual Toliatti) con personas reales, aunque le costó encontrar modelos.

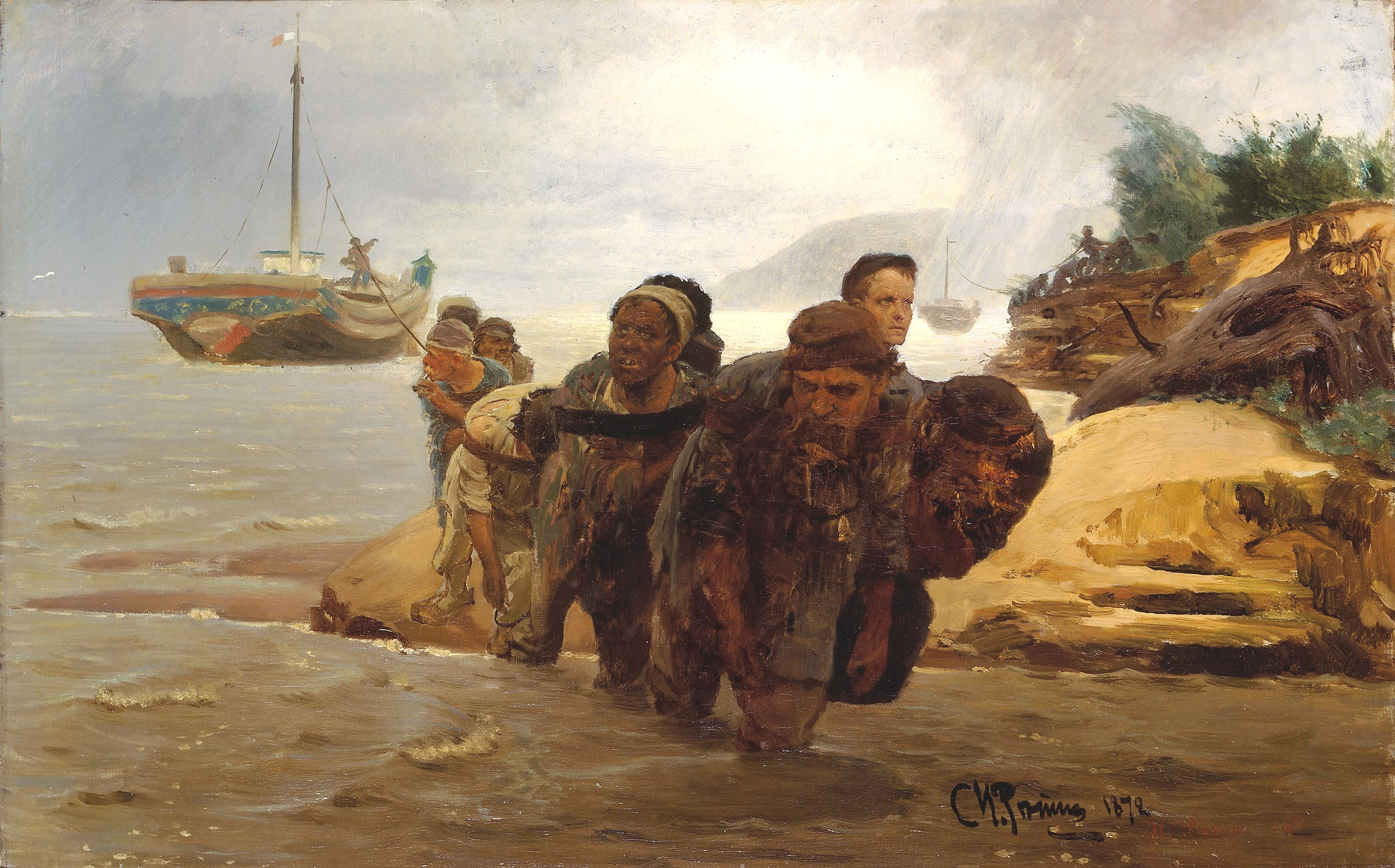
Sirgadores del Volga (1872) de Repin, Galería Tretyakov.

## Crítica y legado
Repin consideraba Los sirgadores del Volga su primera obra como profesional. Cuando la exhibió, recibió críticas entusiastas por la crudeza expresiva de sus trabajadores que contrastaba con el estilo romántico, clásico o propagandístico de la mayor parte del arte ruso de su tiempo y le abrió camino para unirse luego a los Peredvízhniki.
El cuadro llegó a ser muy popular recibiendo críticas positivas y negativas y siendo objeto de muchas referencias.